# Mario Donatelli
Mario Donatelli (Lettomanoppello, 16 luglio 1963) è un dirigente sportivo ed ex calciatore italiano, di ruolo centrocampista.

## Biografia
Donatelli è fratello minore di Giuseppe Donatelli, allenatore ed ex calciatore professionista; i due sono anche stati compagni di squadra per una stagione (la 1983-1984) nel Campobasso in Serie B. Inoltre, è zio di Marcello Donatelli (figlio di Giuseppe), allenatore nelle giovanili di Pescara, Ascoli e Genoa e attualmente vice allenatore del Padova.

## Caratteristiche tecniche
Giocava come mezzala ed era sia forte fisicamente che dotato tecnicamente.

## Carriera

### Giocatore
Ha giocato nelle giovanili della Marconi ed in quelle del Francavilla; nella stagione 1981-1982 all'età di diciotto anni esordisce in campionati professionistici segnando 2 reti in 21 presenze in Serie C1 col Francavilla, con cui retrocede in Serie C2, categoria in cui gioca una partita nella stagione successiva, nella quale durante il mese di ottobre è ceduto in Serie C1 alla Triestina, con cui termina la stagione 1982-1983 giocando 7 partite nel campionato di terza serie, che la sua squadra vince. Nel 1983 va al Campobasso, formazione di Serie B con cui nel corso della stagione 1983-1984 gioca 4 partite nel campionato cadetto, che la sua squadra conclude piazzandosi al settimo posto in classifica; viene confermato anche per la stagione 1984-1985, nella quale gioca altre 9 partite in Serie B ed una partita in Coppa Italia (il 13 febbraio 1985, Campobasso-Juventus 1-0, partita di inaugurazione dello Stadio Nuovo Romagnoli).
Nell'estate del 1985 scende di due categorie accasandosi alla Lucchese in Serie C2; con i toscani vince il campionato di quarta serie, nel quale segna 11 reti in 31 presenze (arrivando così per la prima ed unica volta in carriera in doppia cifra di reti segnate). Nella stagione 1986-1987 gioca in Serie C1 con la Lucchese, segnando una rete in 3 incontri e saltando diverse partite a causa di un infortunio ad un ginocchio; a partire dalla stagione 1987-1988 ritrova il posto da titolare, segnando 3 gol in 24 partite nel campionato di Serie C1; nella stagione 1988-1989 sfiora nuovamente la doppia cifra, realizzando 9 reti in 32 incontri disputati, mentre nella stagione 1989-1990 vince la Coppa Italia Serie C e contribuisce alla promozione in Serie B della Lucchese (che arriva seconda nel campionato di Serie C1) andando a segno per 5 volte in 33 presenze.
Nel 1990 grazie alla promozione conquistata l'anno precedente torna dopo cinque anni a giocare in Serie B; termina la stagione 1990-1991 con 2 reti (le sue prime in carriera in questa categoria) in 7 presenze; nella stagione 1991-1992 gioca il quarto campionato di Serie B della sua carriera, il primo dei quali da titolare: nel corso dell'annata gioca infatti 27 partite nella serie cadetta, segnandovi anche 3 reti. Infine, nella stagione 1992-1993 segna altre 2 reti in 6 presenze nel campionato di Serie B, lasciando poi ad ottobre 1992 dopo sette anni e mezzo di militanza la Lucchese per far ritorno alla Triestina, sua ex squadra di inizio anni Ottanta, con cui termina la stagione 1992-1993 giocando 13 partite in Serie C1.
Nella stagione 1994-1995 realizza una rete in 23 presenze in Serie C2 con la maglia del Benevento, con cui arriva terzo in classifica giocando (e perdendo) i play-off per la promozione in Serie C1; infine, nella stagione 1995-1996 totalizza con la Carrarese 12 presenze nel campionato di Serie C1, al termine delle quali termina la carriera da calciatore.
In carriera ha giocato complessivamente 53 partite in Serie B (con 7 reti segnate), 145 in Serie C1 (con 20 reti segnate) e 55 in Serie C2 (con 12 reti segnate), per un totale di 253 presenze e 39 reti in campionati professionistici.

### Dirigente
Ha iniziato la carriera dirigenziale nella Lucchese, di cui dopo aver lavorato nelle giovanili insieme al fratello maggiore Giuseppe nella stagione 2001-2002 è stato direttore sportivo, con la squadra che militava in Serie C1; successivamente è stato per nove anni consecutivi (dal 2003 al 2012) direttore sportivo del settore giovanile del Genoa (con la Primavera vince scudetto, coppa Italia e due supercoppe). Dopo l'allontanamento con Stefano Capozucca, lavora alla Roma con Walter Sabatini per poi tornare al Genoa come osservatore. Dal febbraio del 2017 è il direttore sportivo della formazione ligure. Lascia i rossoblu insieme al DG Giorgio Perinetti nel giugno del 2019.

## Palmarès

### Club

#### Competizioni nazionali
- Serie C1: 1

Triestina: 1983-1984
- Serie C2: 1

Lucchese: 1985-1986
- Coppa Italia Serie C: 1

Lucchese: 1989-1990